# Tholera largomarginata
Tholera largomarginata är en fjärilsart som beskrevs av Felix Bryk 1951. Tholera largomarginata ingår i släktet Tholera och familjen nattflyn. Inga underarter finns listade i Catalogue of Life.